# معن بن زائدة
معن بن زائدة الشيباني شاعر كوفيّ، أصله من هيت، مقاتل في عهد الدولة الأموية، كان من أصحاب أمير العراقَين يزيد بن عمر بن هبيرة، فلما تملك آل العباس جَدَّ المنصورُ في طلبه، وجعل لمن يحمله إليه مالاً. فاضطر لشدّة الطلب إلى أن تعرّض للشمس حتى لوحت وجهه، وخَفَّفت عارضه، ولبس جبـّة صوف، وركب جملاً، وخرج متوجهًا إلى البادية ليقيم بها، فاختفى معن مدة، والطلب عليه حثيث، فلما كان يوم خروج الراوندية والخراسانية على المنصور، وحمي القتال، وحار المنصور في أمره، ظهر معن، وقاتل الراوندية فكان النصر على يده، وهو مقنع في الحديد، فقال المنصور: من أنت؟ ويحك، فكشف لثامه، وقال: أنا طلبتك معن. فسر به، وقدمه وعظمه، ثم ولاه اليمن وغيرها. ولمعن أخبار في السخاء، وفي البأس والشجاعة، وله نظم جيد.

## نســبه
هو معن بن زائدة بن عبد الله بن مطر بن شريك بن عمرو بن قيس بن شراحيل بن مرة بن همام بن مرة بن ذهل بن شيبان بن ثعلبة بن عكابة بن صعب بن علي بن بكر بن وائل بن قاسط بن هنب بن أفصى بن دعمي بن جديلة بن أسد بن ربيعة بن نزار بن معد بن عدنان، وخاله هو ابن ابي العوجاء الذي قتله الخليفة محمد المهدي لزندقته وتحريفه للدين، حيث قيل أنه كان يدس الأحاديث المفتراة ويحلل الحرام ويحرم الحلال ويقول للناس صومتكم وفطرتكم كيف اشاء.. 
وقال المرزباني في كتابه معجم الشعراء "معنُ بن زائدة بن عبد الله بن مطر بن شريك بن عمرو الشيباني. ومطر: أخو الحوفزان بن شريك، ومعنٌ يُكنى أبا الوليد. وهم كوفيون، وأصلهم من هيت.".
وقال القلقشندي المتوفى سنة 821هـ/1418م في كتابه قلائد الجمان في التعريف بقبائل عرب الزمان "وإلى شيبان هؤلاء يُنسب معنُ بن زائدة الشيباني المشهور بالكرم وكان في أول الدولة العباسية وبقايا شيبان موجودة إلى الآن بالعراق وغيره.".

### منزله
قال البكري وهو يصف دَير هند بنت النعمان بالحيرة بالعراق "وهذا الدير يقارب بَنَي عبد الله بن دارم بالكوفة، مما يلى الخندق، فى موضع نزِه. وقد ذكره عدة مِن الشعراء، منهم معن بن زائدة الشيباني، وكان هناك منزله. وفيه يقول.
ألا ليت شعرى هل أبيتنّ ليلة ... لدى دير هند والحبيب قريب".

## كرم معن بن زائدة
عرف عن معن بن زائدة القائد العربي الشهير انه من أوسع الناس حلما وصفحا وعفوا عن زلات الناس . فعندما ولاه أبو جعفر المنصور على اليمن، تذاكر جماعة فيما بينهم أخبار معن وحلمه وسعة صدره وكرمه وبالغو في ذلك وكان من بينهم أعرابي أخذ على نفسه أن يغضبه فأنكروا عليه ذلك ووعدوه 100 بعير إن أغضب معن وفعل ذلك.
فعمد الأعرابي إلى بعير فسلخه وارتدى جلده وجعل ظاهره باطن وباطنه ظاهر، ودخل على معن ولم يسلم فلم يعره معن انتباهه
فأنشأ الرجل يقول:
أتذكر إذ لحافك جلد شاة وإذ نعلاك من جلد البعير
قال معن: أذكره ولا أنساه والحمد لله
فقال الأعرابي:
فسبحان الذي أعطاك ملكا وعلمك الجلوس على السرير
فقال معن: سبحانه وتعالى
فقال الأعرابي:
فلست مسلما ماعشت حيا
على معن بتسليم الأمير
فقال: ان سلمت رددنا عليكَ السلام، وإن تركت فلا ضَيْرَ عليك
فقال الأعرابي:
سأرحل عن بلاد أنت فيها ولو جار الزمان على الفقير
فقال معن: إن جاورتنا فمرحبا بالإقامة وإن جاوزتنا فمصحوبا بالسلامة
فقال الأعرابي:
فجد لي يابن ناقصة (أم الأمير اسمها زائدة) بمال فإني قد عزمت على المسير
فقال معن: أعطوه ألف دينار تخفف عنه مشاق الأسفار
فأخدها وقال:
قليل ما أتيت به وإني لأطمع منك في المال الكثير
فثن قد آتاك الملك عفوا بلا رأي ولا عقل منير
فقال معن: أعطوه ألفا ثانية ليكون عنا راضيا
فتقدم الأعرابي إليه وقال:
سألت الله أن يبقيك دهرا فما لك في البرية من نظيرِ
فمنك الجود والإفضال حقا وفيض يديك كالبحر الغزير
فقال معن: أعطيناه لهجونا ألفين أعطوه لمديحنا أربعة
فقال الأعرابي: بأبي أيها الأمير ونفسي فأنت نسيج وحدك في الحلم ونادرة دهرك في الجود فقد كنت في صفاتك بين مصدق ومكذب فلما بلوتك صغر الخُبر الخَبر وأذهب ضعف الشك قوة اليقين، وما بعثني على مافعلت إلا 100 بعير جعلت لي على إغضابك
فقال له الأمير: لا تثريب عليك فوصى له ب 200 بعير 100 للرهان و100 له
فانصرف الأعرابي داعيا له ذاكرا بهباته معجبا بأناته[بحاجة لمصدر]

## وفـاته
في عام 151هـ 768 م قتل ‌معن ‌بن ‌زائدة بسجستان قتلته الخوارج غيلة قُتِل غيلةً.